# Morrumbala
Morrumbala é uma vila de Moçambique, sede do distrito do mesmo nome da província da Zambézia.
A vila de Morrumbala tinha, de acordo com o Censo de 2007, uma população de 20,727 habitantes.
O Posto Administrativo de Morrumbala, de acordo com o Censo de 2007, incluia uma população de 162 070 residentes.